# 建设路 (太原市)
太原市建设路，是太原市南北向干线之一，南起太榆路长风街东口，北至胜利街东口。沿线及周边有太原站、建南汽车站等。
建设路始建于1953年，原名城东干线，后改称建设南路和建设北路。2014年9月完成快速化改造。